# Bebrowo
Bebrowo (bułg. Беброво) – wieś w Bułgarii, w obwodzie Wielkie Tyrnowo, w gminie Elena. W 2024 roku liczyła 301 mieszkańców.

## Religia
Cerkiew św. Jerzego została zbudowana w 1835 roku na miejscu poprzedniej starej cerkwi. Została zniszczony podczas wojny wyzwoleńczej. Została odrestaurowana w 1879 roku i poświęcona przez biskupa Klemensa. Ikonostas jest dziełem rzemieślników debyrskich z rodu Filipowów.

## Osoby związane z miejscowością

### Urodzeni
- Sawa Mirkow (1850–1927) – bułgarski lekarz wojenny
- Janaki Mołłow (1882–1948) – bułgarski ekonomista i polityk
- Nikoła Raszew (1904–1993) – bułgarski elektroinżynier
- Atanas Stefanow (1894–1953) – bułgarski geolog